# 渡辺又次郎

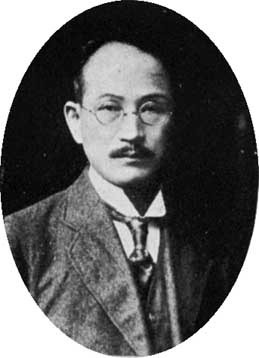
渡辺又次郎

渡辺 又次郎（わたなべ またじろう、慶応2年11月3日（1866年12月9日） - 昭和5年（1930年）11月22日）は、日本の教育者。位階勲等は従三位勲三等。

## 経歴
武蔵国川越藩出身。1893年（明治26年）、東京帝国大学文科大学哲学科を卒業し、1898年（明治31年）に同大学院を修了した。そのかたわら東京法学院（現在の中央大学）と哲学館（現在の東洋大学）で論理学・倫理学の講師を務め、1897年（明治30年）には帝国図書館司書長に任命された。翌年、第二高等学校教授となり、1900年（明治33年）に第五高等学校教授に転じ、教頭となった。1907年(明治30年)に辞して、翌年から東京市立日比谷図書館主事となり、さらに東京市主事に転じた。1911年（明治44年）、東北帝国大学農科大学予科教授となり、さらに北海道帝国大学農科大学予科教授・主事、水戸高等学校校長を歴任した。

## 著書
- 『小倉百人一首通解』（北隆館、1897年）渡辺光風・平井頼吉と共著
- 『歴史教育 日本英雄唱歌』（信陽堂、1900年）渡辺又次郎・渡辺光風作歌、野村成仁作曲
- 『最新論理学』（丙午出版社、1908年）
- 『寸鉄論理学』（博文館、1912年）